# Болтон, Горацио
Гора́цио Бо́лтон (англ. Horatio Bolton; 2 июня 1793, Холлесли — 15 августа 1873, Торп-Хамлет) — английский шахматный композитор. Дальний свойственник (брат мужа племянницы) адмирала Горацио Нельсона, назван в его честь.
Окончил Кембриджский университет (1821). Служил викарием в различных приходах графства Норфолк.
Первым представил в задаче зигзагообразный марш белого ферзя по «лестнице» вниз и вверх («Архимедов винт», 1850). Предпочитал многоходовки. Утверждается, что этюд Болтона с двумя конями против пешки оказал влияние на подробнейшее исследование такой эндшпильной позиции А. А. Троицким. Существуют сведения о том, что помимо композиции Болтон практиковал также и игру по переписке — в частности, сыграв в 1840—1841 г. матч с Говардом Стаунтоном.

## Задачи
|   | a | b | c | d | e | f | g | h |   |
| - | --- | --- | --- | --- | --- | --- | --- | --- | - |
| 8 | a8 чёрный король · b8 чёрный слон · c8 чёрный слон · g8 чёрный ферзь · f7 чёрная пешка · h7 чёрная ладья · a6 чёрная пешка · b6 чёрная пешка · d6 белый конь · g6 чёрный конь · h6 белая пешка · c5 белая пешка · e5 белый конь · b4 белая пешка · a3 белый ферзь · h3 белая пешка · g2 чёрная пешка · h2 белый король | a8 чёрный король · b8 чёрный слон · c8 чёрный слон · g8 чёрный ферзь · f7 чёрная пешка · h7 чёрная ладья · a6 чёрная пешка · b6 чёрная пешка · d6 белый конь · g6 чёрный конь · h6 белая пешка · c5 белая пешка · e5 белый конь · b4 белая пешка · a3 белый ферзь · h3 белая пешка · g2 чёрная пешка · h2 белый король | a8 чёрный король · b8 чёрный слон · c8 чёрный слон · g8 чёрный ферзь · f7 чёрная пешка · h7 чёрная ладья · a6 чёрная пешка · b6 чёрная пешка · d6 белый конь · g6 чёрный конь · h6 белая пешка · c5 белая пешка · e5 белый конь · b4 белая пешка · a3 белый ферзь · h3 белая пешка · g2 чёрная пешка · h2 белый король | a8 чёрный король · b8 чёрный слон · c8 чёрный слон · g8 чёрный ферзь · f7 чёрная пешка · h7 чёрная ладья · a6 чёрная пешка · b6 чёрная пешка · d6 белый конь · g6 чёрный конь · h6 белая пешка · c5 белая пешка · e5 белый конь · b4 белая пешка · a3 белый ферзь · h3 белая пешка · g2 чёрная пешка · h2 белый король | a8 чёрный король · b8 чёрный слон · c8 чёрный слон · g8 чёрный ферзь · f7 чёрная пешка · h7 чёрная ладья · a6 чёрная пешка · b6 чёрная пешка · d6 белый конь · g6 чёрный конь · h6 белая пешка · c5 белая пешка · e5 белый конь · b4 белая пешка · a3 белый ферзь · h3 белая пешка · g2 чёрная пешка · h2 белый король | a8 чёрный король · b8 чёрный слон · c8 чёрный слон · g8 чёрный ферзь · f7 чёрная пешка · h7 чёрная ладья · a6 чёрная пешка · b6 чёрная пешка · d6 белый конь · g6 чёрный конь · h6 белая пешка · c5 белая пешка · e5 белый конь · b4 белая пешка · a3 белый ферзь · h3 белая пешка · g2 чёрная пешка · h2 белый король | a8 чёрный король · b8 чёрный слон · c8 чёрный слон · g8 чёрный ферзь · f7 чёрная пешка · h7 чёрная ладья · a6 чёрная пешка · b6 чёрная пешка · d6 белый конь · g6 чёрный конь · h6 белая пешка · c5 белая пешка · e5 белый конь · b4 белая пешка · a3 белый ферзь · h3 белая пешка · g2 чёрная пешка · h2 белый король | a8 чёрный король · b8 чёрный слон · c8 чёрный слон · g8 чёрный ферзь · f7 чёрная пешка · h7 чёрная ладья · a6 чёрная пешка · b6 чёрная пешка · d6 белый конь · g6 чёрный конь · h6 белая пешка · c5 белая пешка · e5 белый конь · b4 белая пешка · a3 белый ферзь · h3 белая пешка · g2 чёрная пешка · h2 белый король | 8 |
| 7 | a8 чёрный король · b8 чёрный слон · c8 чёрный слон · g8 чёрный ферзь · f7 чёрная пешка · h7 чёрная ладья · a6 чёрная пешка · b6 чёрная пешка · d6 белый конь · g6 чёрный конь · h6 белая пешка · c5 белая пешка · e5 белый конь · b4 белая пешка · a3 белый ферзь · h3 белая пешка · g2 чёрная пешка · h2 белый король | a8 чёрный король · b8 чёрный слон · c8 чёрный слон · g8 чёрный ферзь · f7 чёрная пешка · h7 чёрная ладья · a6 чёрная пешка · b6 чёрная пешка · d6 белый конь · g6 чёрный конь · h6 белая пешка · c5 белая пешка · e5 белый конь · b4 белая пешка · a3 белый ферзь · h3 белая пешка · g2 чёрная пешка · h2 белый король | a8 чёрный король · b8 чёрный слон · c8 чёрный слон · g8 чёрный ферзь · f7 чёрная пешка · h7 чёрная ладья · a6 чёрная пешка · b6 чёрная пешка · d6 белый конь · g6 чёрный конь · h6 белая пешка · c5 белая пешка · e5 белый конь · b4 белая пешка · a3 белый ферзь · h3 белая пешка · g2 чёрная пешка · h2 белый король | a8 чёрный король · b8 чёрный слон · c8 чёрный слон · g8 чёрный ферзь · f7 чёрная пешка · h7 чёрная ладья · a6 чёрная пешка · b6 чёрная пешка · d6 белый конь · g6 чёрный конь · h6 белая пешка · c5 белая пешка · e5 белый конь · b4 белая пешка · a3 белый ферзь · h3 белая пешка · g2 чёрная пешка · h2 белый король | a8 чёрный король · b8 чёрный слон · c8 чёрный слон · g8 чёрный ферзь · f7 чёрная пешка · h7 чёрная ладья · a6 чёрная пешка · b6 чёрная пешка · d6 белый конь · g6 чёрный конь · h6 белая пешка · c5 белая пешка · e5 белый конь · b4 белая пешка · a3 белый ферзь · h3 белая пешка · g2 чёрная пешка · h2 белый король | a8 чёрный король · b8 чёрный слон · c8 чёрный слон · g8 чёрный ферзь · f7 чёрная пешка · h7 чёрная ладья · a6 чёрная пешка · b6 чёрная пешка · d6 белый конь · g6 чёрный конь · h6 белая пешка · c5 белая пешка · e5 белый конь · b4 белая пешка · a3 белый ферзь · h3 белая пешка · g2 чёрная пешка · h2 белый король | a8 чёрный король · b8 чёрный слон · c8 чёрный слон · g8 чёрный ферзь · f7 чёрная пешка · h7 чёрная ладья · a6 чёрная пешка · b6 чёрная пешка · d6 белый конь · g6 чёрный конь · h6 белая пешка · c5 белая пешка · e5 белый конь · b4 белая пешка · a3 белый ферзь · h3 белая пешка · g2 чёрная пешка · h2 белый король | a8 чёрный король · b8 чёрный слон · c8 чёрный слон · g8 чёрный ферзь · f7 чёрная пешка · h7 чёрная ладья · a6 чёрная пешка · b6 чёрная пешка · d6 белый конь · g6 чёрный конь · h6 белая пешка · c5 белая пешка · e5 белый конь · b4 белая пешка · a3 белый ферзь · h3 белая пешка · g2 чёрная пешка · h2 белый король | 7 |
| 6 | a8 чёрный король · b8 чёрный слон · c8 чёрный слон · g8 чёрный ферзь · f7 чёрная пешка · h7 чёрная ладья · a6 чёрная пешка · b6 чёрная пешка · d6 белый конь · g6 чёрный конь · h6 белая пешка · c5 белая пешка · e5 белый конь · b4 белая пешка · a3 белый ферзь · h3 белая пешка · g2 чёрная пешка · h2 белый король | a8 чёрный король · b8 чёрный слон · c8 чёрный слон · g8 чёрный ферзь · f7 чёрная пешка · h7 чёрная ладья · a6 чёрная пешка · b6 чёрная пешка · d6 белый конь · g6 чёрный конь · h6 белая пешка · c5 белая пешка · e5 белый конь · b4 белая пешка · a3 белый ферзь · h3 белая пешка · g2 чёрная пешка · h2 белый король | a8 чёрный король · b8 чёрный слон · c8 чёрный слон · g8 чёрный ферзь · f7 чёрная пешка · h7 чёрная ладья · a6 чёрная пешка · b6 чёрная пешка · d6 белый конь · g6 чёрный конь · h6 белая пешка · c5 белая пешка · e5 белый конь · b4 белая пешка · a3 белый ферзь · h3 белая пешка · g2 чёрная пешка · h2 белый король | a8 чёрный король · b8 чёрный слон · c8 чёрный слон · g8 чёрный ферзь · f7 чёрная пешка · h7 чёрная ладья · a6 чёрная пешка · b6 чёрная пешка · d6 белый конь · g6 чёрный конь · h6 белая пешка · c5 белая пешка · e5 белый конь · b4 белая пешка · a3 белый ферзь · h3 белая пешка · g2 чёрная пешка · h2 белый король | a8 чёрный король · b8 чёрный слон · c8 чёрный слон · g8 чёрный ферзь · f7 чёрная пешка · h7 чёрная ладья · a6 чёрная пешка · b6 чёрная пешка · d6 белый конь · g6 чёрный конь · h6 белая пешка · c5 белая пешка · e5 белый конь · b4 белая пешка · a3 белый ферзь · h3 белая пешка · g2 чёрная пешка · h2 белый король | a8 чёрный король · b8 чёрный слон · c8 чёрный слон · g8 чёрный ферзь · f7 чёрная пешка · h7 чёрная ладья · a6 чёрная пешка · b6 чёрная пешка · d6 белый конь · g6 чёрный конь · h6 белая пешка · c5 белая пешка · e5 белый конь · b4 белая пешка · a3 белый ферзь · h3 белая пешка · g2 чёрная пешка · h2 белый король | a8 чёрный король · b8 чёрный слон · c8 чёрный слон · g8 чёрный ферзь · f7 чёрная пешка · h7 чёрная ладья · a6 чёрная пешка · b6 чёрная пешка · d6 белый конь · g6 чёрный конь · h6 белая пешка · c5 белая пешка · e5 белый конь · b4 белая пешка · a3 белый ферзь · h3 белая пешка · g2 чёрная пешка · h2 белый король | a8 чёрный король · b8 чёрный слон · c8 чёрный слон · g8 чёрный ферзь · f7 чёрная пешка · h7 чёрная ладья · a6 чёрная пешка · b6 чёрная пешка · d6 белый конь · g6 чёрный конь · h6 белая пешка · c5 белая пешка · e5 белый конь · b4 белая пешка · a3 белый ферзь · h3 белая пешка · g2 чёрная пешка · h2 белый король | 6 |
| 5 | a8 чёрный король · b8 чёрный слон · c8 чёрный слон · g8 чёрный ферзь · f7 чёрная пешка · h7 чёрная ладья · a6 чёрная пешка · b6 чёрная пешка · d6 белый конь · g6 чёрный конь · h6 белая пешка · c5 белая пешка · e5 белый конь · b4 белая пешка · a3 белый ферзь · h3 белая пешка · g2 чёрная пешка · h2 белый король | a8 чёрный король · b8 чёрный слон · c8 чёрный слон · g8 чёрный ферзь · f7 чёрная пешка · h7 чёрная ладья · a6 чёрная пешка · b6 чёрная пешка · d6 белый конь · g6 чёрный конь · h6 белая пешка · c5 белая пешка · e5 белый конь · b4 белая пешка · a3 белый ферзь · h3 белая пешка · g2 чёрная пешка · h2 белый король | a8 чёрный король · b8 чёрный слон · c8 чёрный слон · g8 чёрный ферзь · f7 чёрная пешка · h7 чёрная ладья · a6 чёрная пешка · b6 чёрная пешка · d6 белый конь · g6 чёрный конь · h6 белая пешка · c5 белая пешка · e5 белый конь · b4 белая пешка · a3 белый ферзь · h3 белая пешка · g2 чёрная пешка · h2 белый король | a8 чёрный король · b8 чёрный слон · c8 чёрный слон · g8 чёрный ферзь · f7 чёрная пешка · h7 чёрная ладья · a6 чёрная пешка · b6 чёрная пешка · d6 белый конь · g6 чёрный конь · h6 белая пешка · c5 белая пешка · e5 белый конь · b4 белая пешка · a3 белый ферзь · h3 белая пешка · g2 чёрная пешка · h2 белый король | a8 чёрный король · b8 чёрный слон · c8 чёрный слон · g8 чёрный ферзь · f7 чёрная пешка · h7 чёрная ладья · a6 чёрная пешка · b6 чёрная пешка · d6 белый конь · g6 чёрный конь · h6 белая пешка · c5 белая пешка · e5 белый конь · b4 белая пешка · a3 белый ферзь · h3 белая пешка · g2 чёрная пешка · h2 белый король | a8 чёрный король · b8 чёрный слон · c8 чёрный слон · g8 чёрный ферзь · f7 чёрная пешка · h7 чёрная ладья · a6 чёрная пешка · b6 чёрная пешка · d6 белый конь · g6 чёрный конь · h6 белая пешка · c5 белая пешка · e5 белый конь · b4 белая пешка · a3 белый ферзь · h3 белая пешка · g2 чёрная пешка · h2 белый король | a8 чёрный король · b8 чёрный слон · c8 чёрный слон · g8 чёрный ферзь · f7 чёрная пешка · h7 чёрная ладья · a6 чёрная пешка · b6 чёрная пешка · d6 белый конь · g6 чёрный конь · h6 белая пешка · c5 белая пешка · e5 белый конь · b4 белая пешка · a3 белый ферзь · h3 белая пешка · g2 чёрная пешка · h2 белый король | a8 чёрный король · b8 чёрный слон · c8 чёрный слон · g8 чёрный ферзь · f7 чёрная пешка · h7 чёрная ладья · a6 чёрная пешка · b6 чёрная пешка · d6 белый конь · g6 чёрный конь · h6 белая пешка · c5 белая пешка · e5 белый конь · b4 белая пешка · a3 белый ферзь · h3 белая пешка · g2 чёрная пешка · h2 белый король | 5 |
| 4 | a8 чёрный король · b8 чёрный слон · c8 чёрный слон · g8 чёрный ферзь · f7 чёрная пешка · h7 чёрная ладья · a6 чёрная пешка · b6 чёрная пешка · d6 белый конь · g6 чёрный конь · h6 белая пешка · c5 белая пешка · e5 белый конь · b4 белая пешка · a3 белый ферзь · h3 белая пешка · g2 чёрная пешка · h2 белый король | a8 чёрный король · b8 чёрный слон · c8 чёрный слон · g8 чёрный ферзь · f7 чёрная пешка · h7 чёрная ладья · a6 чёрная пешка · b6 чёрная пешка · d6 белый конь · g6 чёрный конь · h6 белая пешка · c5 белая пешка · e5 белый конь · b4 белая пешка · a3 белый ферзь · h3 белая пешка · g2 чёрная пешка · h2 белый король | a8 чёрный король · b8 чёрный слон · c8 чёрный слон · g8 чёрный ферзь · f7 чёрная пешка · h7 чёрная ладья · a6 чёрная пешка · b6 чёрная пешка · d6 белый конь · g6 чёрный конь · h6 белая пешка · c5 белая пешка · e5 белый конь · b4 белая пешка · a3 белый ферзь · h3 белая пешка · g2 чёрная пешка · h2 белый король | a8 чёрный король · b8 чёрный слон · c8 чёрный слон · g8 чёрный ферзь · f7 чёрная пешка · h7 чёрная ладья · a6 чёрная пешка · b6 чёрная пешка · d6 белый конь · g6 чёрный конь · h6 белая пешка · c5 белая пешка · e5 белый конь · b4 белая пешка · a3 белый ферзь · h3 белая пешка · g2 чёрная пешка · h2 белый король | a8 чёрный король · b8 чёрный слон · c8 чёрный слон · g8 чёрный ферзь · f7 чёрная пешка · h7 чёрная ладья · a6 чёрная пешка · b6 чёрная пешка · d6 белый конь · g6 чёрный конь · h6 белая пешка · c5 белая пешка · e5 белый конь · b4 белая пешка · a3 белый ферзь · h3 белая пешка · g2 чёрная пешка · h2 белый король | a8 чёрный король · b8 чёрный слон · c8 чёрный слон · g8 чёрный ферзь · f7 чёрная пешка · h7 чёрная ладья · a6 чёрная пешка · b6 чёрная пешка · d6 белый конь · g6 чёрный конь · h6 белая пешка · c5 белая пешка · e5 белый конь · b4 белая пешка · a3 белый ферзь · h3 белая пешка · g2 чёрная пешка · h2 белый король | a8 чёрный король · b8 чёрный слон · c8 чёрный слон · g8 чёрный ферзь · f7 чёрная пешка · h7 чёрная ладья · a6 чёрная пешка · b6 чёрная пешка · d6 белый конь · g6 чёрный конь · h6 белая пешка · c5 белая пешка · e5 белый конь · b4 белая пешка · a3 белый ферзь · h3 белая пешка · g2 чёрная пешка · h2 белый король | a8 чёрный король · b8 чёрный слон · c8 чёрный слон · g8 чёрный ферзь · f7 чёрная пешка · h7 чёрная ладья · a6 чёрная пешка · b6 чёрная пешка · d6 белый конь · g6 чёрный конь · h6 белая пешка · c5 белая пешка · e5 белый конь · b4 белая пешка · a3 белый ферзь · h3 белая пешка · g2 чёрная пешка · h2 белый король | 4 |
| 3 | a8 чёрный король · b8 чёрный слон · c8 чёрный слон · g8 чёрный ферзь · f7 чёрная пешка · h7 чёрная ладья · a6 чёрная пешка · b6 чёрная пешка · d6 белый конь · g6 чёрный конь · h6 белая пешка · c5 белая пешка · e5 белый конь · b4 белая пешка · a3 белый ферзь · h3 белая пешка · g2 чёрная пешка · h2 белый король | a8 чёрный король · b8 чёрный слон · c8 чёрный слон · g8 чёрный ферзь · f7 чёрная пешка · h7 чёрная ладья · a6 чёрная пешка · b6 чёрная пешка · d6 белый конь · g6 чёрный конь · h6 белая пешка · c5 белая пешка · e5 белый конь · b4 белая пешка · a3 белый ферзь · h3 белая пешка · g2 чёрная пешка · h2 белый король | a8 чёрный король · b8 чёрный слон · c8 чёрный слон · g8 чёрный ферзь · f7 чёрная пешка · h7 чёрная ладья · a6 чёрная пешка · b6 чёрная пешка · d6 белый конь · g6 чёрный конь · h6 белая пешка · c5 белая пешка · e5 белый конь · b4 белая пешка · a3 белый ферзь · h3 белая пешка · g2 чёрная пешка · h2 белый король | a8 чёрный король · b8 чёрный слон · c8 чёрный слон · g8 чёрный ферзь · f7 чёрная пешка · h7 чёрная ладья · a6 чёрная пешка · b6 чёрная пешка · d6 белый конь · g6 чёрный конь · h6 белая пешка · c5 белая пешка · e5 белый конь · b4 белая пешка · a3 белый ферзь · h3 белая пешка · g2 чёрная пешка · h2 белый король | a8 чёрный король · b8 чёрный слон · c8 чёрный слон · g8 чёрный ферзь · f7 чёрная пешка · h7 чёрная ладья · a6 чёрная пешка · b6 чёрная пешка · d6 белый конь · g6 чёрный конь · h6 белая пешка · c5 белая пешка · e5 белый конь · b4 белая пешка · a3 белый ферзь · h3 белая пешка · g2 чёрная пешка · h2 белый король | a8 чёрный король · b8 чёрный слон · c8 чёрный слон · g8 чёрный ферзь · f7 чёрная пешка · h7 чёрная ладья · a6 чёрная пешка · b6 чёрная пешка · d6 белый конь · g6 чёрный конь · h6 белая пешка · c5 белая пешка · e5 белый конь · b4 белая пешка · a3 белый ферзь · h3 белая пешка · g2 чёрная пешка · h2 белый король | a8 чёрный король · b8 чёрный слон · c8 чёрный слон · g8 чёрный ферзь · f7 чёрная пешка · h7 чёрная ладья · a6 чёрная пешка · b6 чёрная пешка · d6 белый конь · g6 чёрный конь · h6 белая пешка · c5 белая пешка · e5 белый конь · b4 белая пешка · a3 белый ферзь · h3 белая пешка · g2 чёрная пешка · h2 белый король | a8 чёрный король · b8 чёрный слон · c8 чёрный слон · g8 чёрный ферзь · f7 чёрная пешка · h7 чёрная ладья · a6 чёрная пешка · b6 чёрная пешка · d6 белый конь · g6 чёрный конь · h6 белая пешка · c5 белая пешка · e5 белый конь · b4 белая пешка · a3 белый ферзь · h3 белая пешка · g2 чёрная пешка · h2 белый король | 3 |
| 2 | a8 чёрный король · b8 чёрный слон · c8 чёрный слон · g8 чёрный ферзь · f7 чёрная пешка · h7 чёрная ладья · a6 чёрная пешка · b6 чёрная пешка · d6 белый конь · g6 чёрный конь · h6 белая пешка · c5 белая пешка · e5 белый конь · b4 белая пешка · a3 белый ферзь · h3 белая пешка · g2 чёрная пешка · h2 белый король | a8 чёрный король · b8 чёрный слон · c8 чёрный слон · g8 чёрный ферзь · f7 чёрная пешка · h7 чёрная ладья · a6 чёрная пешка · b6 чёрная пешка · d6 белый конь · g6 чёрный конь · h6 белая пешка · c5 белая пешка · e5 белый конь · b4 белая пешка · a3 белый ферзь · h3 белая пешка · g2 чёрная пешка · h2 белый король | a8 чёрный король · b8 чёрный слон · c8 чёрный слон · g8 чёрный ферзь · f7 чёрная пешка · h7 чёрная ладья · a6 чёрная пешка · b6 чёрная пешка · d6 белый конь · g6 чёрный конь · h6 белая пешка · c5 белая пешка · e5 белый конь · b4 белая пешка · a3 белый ферзь · h3 белая пешка · g2 чёрная пешка · h2 белый король | a8 чёрный король · b8 чёрный слон · c8 чёрный слон · g8 чёрный ферзь · f7 чёрная пешка · h7 чёрная ладья · a6 чёрная пешка · b6 чёрная пешка · d6 белый конь · g6 чёрный конь · h6 белая пешка · c5 белая пешка · e5 белый конь · b4 белая пешка · a3 белый ферзь · h3 белая пешка · g2 чёрная пешка · h2 белый король | a8 чёрный король · b8 чёрный слон · c8 чёрный слон · g8 чёрный ферзь · f7 чёрная пешка · h7 чёрная ладья · a6 чёрная пешка · b6 чёрная пешка · d6 белый конь · g6 чёрный конь · h6 белая пешка · c5 белая пешка · e5 белый конь · b4 белая пешка · a3 белый ферзь · h3 белая пешка · g2 чёрная пешка · h2 белый король | a8 чёрный король · b8 чёрный слон · c8 чёрный слон · g8 чёрный ферзь · f7 чёрная пешка · h7 чёрная ладья · a6 чёрная пешка · b6 чёрная пешка · d6 белый конь · g6 чёрный конь · h6 белая пешка · c5 белая пешка · e5 белый конь · b4 белая пешка · a3 белый ферзь · h3 белая пешка · g2 чёрная пешка · h2 белый король | a8 чёрный король · b8 чёрный слон · c8 чёрный слон · g8 чёрный ферзь · f7 чёрная пешка · h7 чёрная ладья · a6 чёрная пешка · b6 чёрная пешка · d6 белый конь · g6 чёрный конь · h6 белая пешка · c5 белая пешка · e5 белый конь · b4 белая пешка · a3 белый ферзь · h3 белая пешка · g2 чёрная пешка · h2 белый король | a8 чёрный король · b8 чёрный слон · c8 чёрный слон · g8 чёрный ферзь · f7 чёрная пешка · h7 чёрная ладья · a6 чёрная пешка · b6 чёрная пешка · d6 белый конь · g6 чёрный конь · h6 белая пешка · c5 белая пешка · e5 белый конь · b4 белая пешка · a3 белый ферзь · h3 белая пешка · g2 чёрная пешка · h2 белый король | 2 |
| 1 | a8 чёрный король · b8 чёрный слон · c8 чёрный слон · g8 чёрный ферзь · f7 чёрная пешка · h7 чёрная ладья · a6 чёрная пешка · b6 чёрная пешка · d6 белый конь · g6 чёрный конь · h6 белая пешка · c5 белая пешка · e5 белый конь · b4 белая пешка · a3 белый ферзь · h3 белая пешка · g2 чёрная пешка · h2 белый король | a8 чёрный король · b8 чёрный слон · c8 чёрный слон · g8 чёрный ферзь · f7 чёрная пешка · h7 чёрная ладья · a6 чёрная пешка · b6 чёрная пешка · d6 белый конь · g6 чёрный конь · h6 белая пешка · c5 белая пешка · e5 белый конь · b4 белая пешка · a3 белый ферзь · h3 белая пешка · g2 чёрная пешка · h2 белый король | a8 чёрный король · b8 чёрный слон · c8 чёрный слон · g8 чёрный ферзь · f7 чёрная пешка · h7 чёрная ладья · a6 чёрная пешка · b6 чёрная пешка · d6 белый конь · g6 чёрный конь · h6 белая пешка · c5 белая пешка · e5 белый конь · b4 белая пешка · a3 белый ферзь · h3 белая пешка · g2 чёрная пешка · h2 белый король | a8 чёрный король · b8 чёрный слон · c8 чёрный слон · g8 чёрный ферзь · f7 чёрная пешка · h7 чёрная ладья · a6 чёрная пешка · b6 чёрная пешка · d6 белый конь · g6 чёрный конь · h6 белая пешка · c5 белая пешка · e5 белый конь · b4 белая пешка · a3 белый ферзь · h3 белая пешка · g2 чёрная пешка · h2 белый король | a8 чёрный король · b8 чёрный слон · c8 чёрный слон · g8 чёрный ферзь · f7 чёрная пешка · h7 чёрная ладья · a6 чёрная пешка · b6 чёрная пешка · d6 белый конь · g6 чёрный конь · h6 белая пешка · c5 белая пешка · e5 белый конь · b4 белая пешка · a3 белый ферзь · h3 белая пешка · g2 чёрная пешка · h2 белый король | a8 чёрный король · b8 чёрный слон · c8 чёрный слон · g8 чёрный ферзь · f7 чёрная пешка · h7 чёрная ладья · a6 чёрная пешка · b6 чёрная пешка · d6 белый конь · g6 чёрный конь · h6 белая пешка · c5 белая пешка · e5 белый конь · b4 белая пешка · a3 белый ферзь · h3 белая пешка · g2 чёрная пешка · h2 белый король | a8 чёрный король · b8 чёрный слон · c8 чёрный слон · g8 чёрный ферзь · f7 чёрная пешка · h7 чёрная ладья · a6 чёрная пешка · b6 чёрная пешка · d6 белый конь · g6 чёрный конь · h6 белая пешка · c5 белая пешка · e5 белый конь · b4 белая пешка · a3 белый ферзь · h3 белая пешка · g2 чёрная пешка · h2 белый король | a8 чёрный король · b8 чёрный слон · c8 чёрный слон · g8 чёрный ферзь · f7 чёрная пешка · h7 чёрная ладья · a6 чёрная пешка · b6 чёрная пешка · d6 белый конь · g6 чёрный конь · h6 белая пешка · c5 белая пешка · e5 белый конь · b4 белая пешка · a3 белый ферзь · h3 белая пешка · g2 чёрная пешка · h2 белый король | 1 |
|   | a | b | c | d | e | f | g | h |   |

1.Фf3+ Крa7 2.Кc6+ Крa8 3.Кd8+ Кра7 4.cb+ Кр: b6 5.Фc6+ Крa7 

6.Фc5+ (начиная движение по «лестнице» вниз) 6…Крa8 7.Фd5+ Крa7 

8.Фd4+ Крa8 9.Фe4+ Крa7 10.Фe3+ Крa8 11.Фf3+ Крa7 12.Фf2+ Крa8 

13.Ф:g2+ Крa7 14.Фf2+ (а теперь вверх…) 14…Крa8 15.Фf3+ Крa7 

16.Фe3+ Крa8 17.Фe4+ Крa7 18.Фd4+ Крa8 19.Фd5+ Крa7 

20.Фc5+ Крa8 (марш закончен) 21.Ф:c8 f6 22.Ф:a6+ Сa7 (Лa7) 

23.Фc6+ Крb8 (Лb7) 24.Фc8# (Ф:b7#)